# Nasenbluten
Nasenbluten está formado por tres personas cuyos nombres reales son Mark Newlands, Aaron Lubinski y David Melo, estas tres personas procedentes de Newcastle (Australia) se esconden bajo el nombre artístico Nasenbluten por el que crean música de género electrónico y de estilos Hardcore y Gabber mezclándolo con breaks dando con ello a los temas ritmo, contundencia y agresividad. Si a todo esto le sumamos un toque experimental tenemos la base perfecta para exitosas producciones. Muy famosos por sus sucias producciones en Amiga's ProTracker y sus más recientes producciones en Industrial Srenght entre otros. La traducción de la palabra alemana Nasenbluten es nariz sangrante. En bastantes compilaciones, temas de 100% No Soul Guaranted aparecen como Bloody Fist por el hecho de que el nombre y logo Bloody Fist pertenecían al artista Mark Newlands, no al de la productora como se le llamó posteriormente.
Desde 1993 hasta aproximadamente el 2000, Nasenbluten saca a la venta sus producciones con casete o vinilo mediante sellos discográficos como dEAdGirl (Sello discográfico australiano propiedad de Xilocaine, Aaron Lubinsky, componente de Nasenbluten), Bloody Fist(sello discográfico de Mark Newlands, también componente de Nasenbluten), Industrial Strength (Leeny Dee fue el fundador de este sello de Nueva York en 1991), Strike Records (sello alemán creado en diciembre de 1993) de estilos hardcore gabber propiedad de Steffen Kuschel), Atomic Hardcore Recordings (sello californiano de producciones hardcore gabber dirigido por Ron D Core, Ronald Dedmon Jr.) Posteriormente a estos años, se comercializaron sus producciones en diversos sellos de todo el mundo.

### Otras referencias
- (DGL002)Nasenbluten - Football EP (Casete, EP edición limitada) estilos Breakbeat y Hardcore.
- (DGL005)Nasenbluten - Concrete Compresor Project(parts 1 & 2)(Casete sencillo edición limitada)estilos Breakbeat, Hardcore y Noise.
- (DGL006)Nasenbluten - Concrete Compresor Project(parts 3 & 4)(Casete sencillo edición limitada)estilos Breakbeat, Hardcore y Noise.
- (FIST03)Nasenbluten - 500/600/1200(Vinilo 12 1994)Estilos Gabber, Jungle y Experimental. 102 copias se plancharon en Sídney de este vinilo.
- (IS030)Nasenbluten - 100% No Soul Guaranted(2 Vinilos 12 1995)Estilo Gabber y Hardcore. Algunos de estos temas ya aparecieron en otros vinilos anteriormente sacados.
- (STRIKE020)Nasenbluten - Cheapcore EP(Vinilo 12 45 RPM, Picture de mayo de 2004)Estilos Hardcore, Gabber y Jungle. Grabado durante Christ This Is Dragging On A Bittour en Europa noviembre de 1996 - febrero de 1997, masterizado en Leipzig Alemania.
- (AR005)Nasenbluten - Nightsoil EP (Vinilo 12 33RPM picture 2006)Estilos Hardcore y Gabber.Producido en GZ Vinyl en Chequia.